# کاسنی‌واریان
 کاسنی‌واریان (نام علمی: Asteroideae) نام یک زیرخانواده از تیره کاسنیان است.